# Poliopastea laconia
Poliopastea laconia là một loài bướm đêm thuộc phân họ Arctiinae, họ Erebidae.